# Çamlıca, Laçin
Çamlıca là một thị trấn thuộc huyện Laçin, tỉnh Çorum, Thổ Nhĩ Kỳ. Dân số thời điểm năm 2010 là 1.065 người.